# Parker Guitars

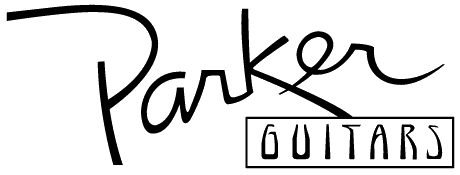

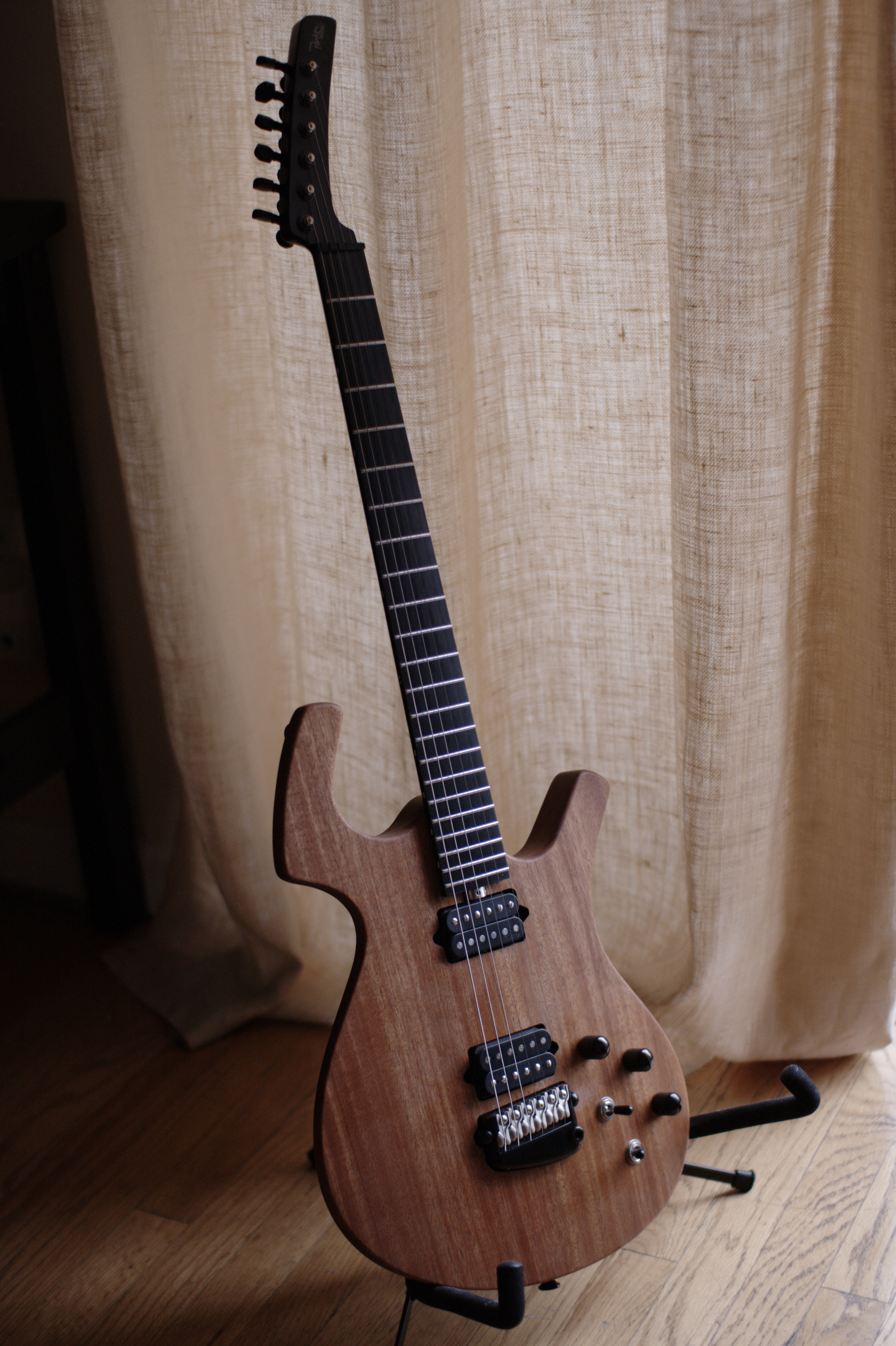
E-Gitarrenmodell Parker Nitefly, erstmals vorgestellt 1996, mit der charakteristischen Parker-Form von Korpus und Kopfplatte

Parker Guitars war ein US-amerikanischer Hersteller von leichtgewichtigen modernen E-Gitarren und E-Bässen, gegründet von Ken Parker in den frühen 1990er-Jahren. Das Design von Parker-Instrumenten beinhaltet mehrere Innovationen im Gitarrenbau und unterscheidet sich in den meisten Details deutlich vom Design der nach traditionelleren Verfahren gefertigten E-Gitarrenmodelle.

## Firmengeschichte
Der Gitarrenbauer Ken Parker begann in einer Werkstatt in Rochester im US-Bundesstaat New York und entwickelte dort E-Gitarren. Sein Ziel war die Herstellung von Instrumenten mit erweitertem Klangspektrum, die außerdem leichtgewichtig und ergonomisch in der Handhabung sein sollten. Dazu gründete er mit seinem Partner, dem Elektronik-Experten Larry Fishman die Firma Parker. Erster Firmensitz wurde Boston, Massachusetts. Das erste Parker-Gitarrenmodell erschien im Jahr 1993. Im Jahr 2004 wurde die Firma an die US Music Corp (Washburn) mit Sitz in Illinois verkauft. Eine Serie mit günstigen Versionen der Parker-Gitarrenmodelle wird seit einiger Zeit in Asien hergestellt. Ken Parker stand der Firma noch als Berater zur Seite.

## Konstruktionsmerkmale von Parker-Gitarren

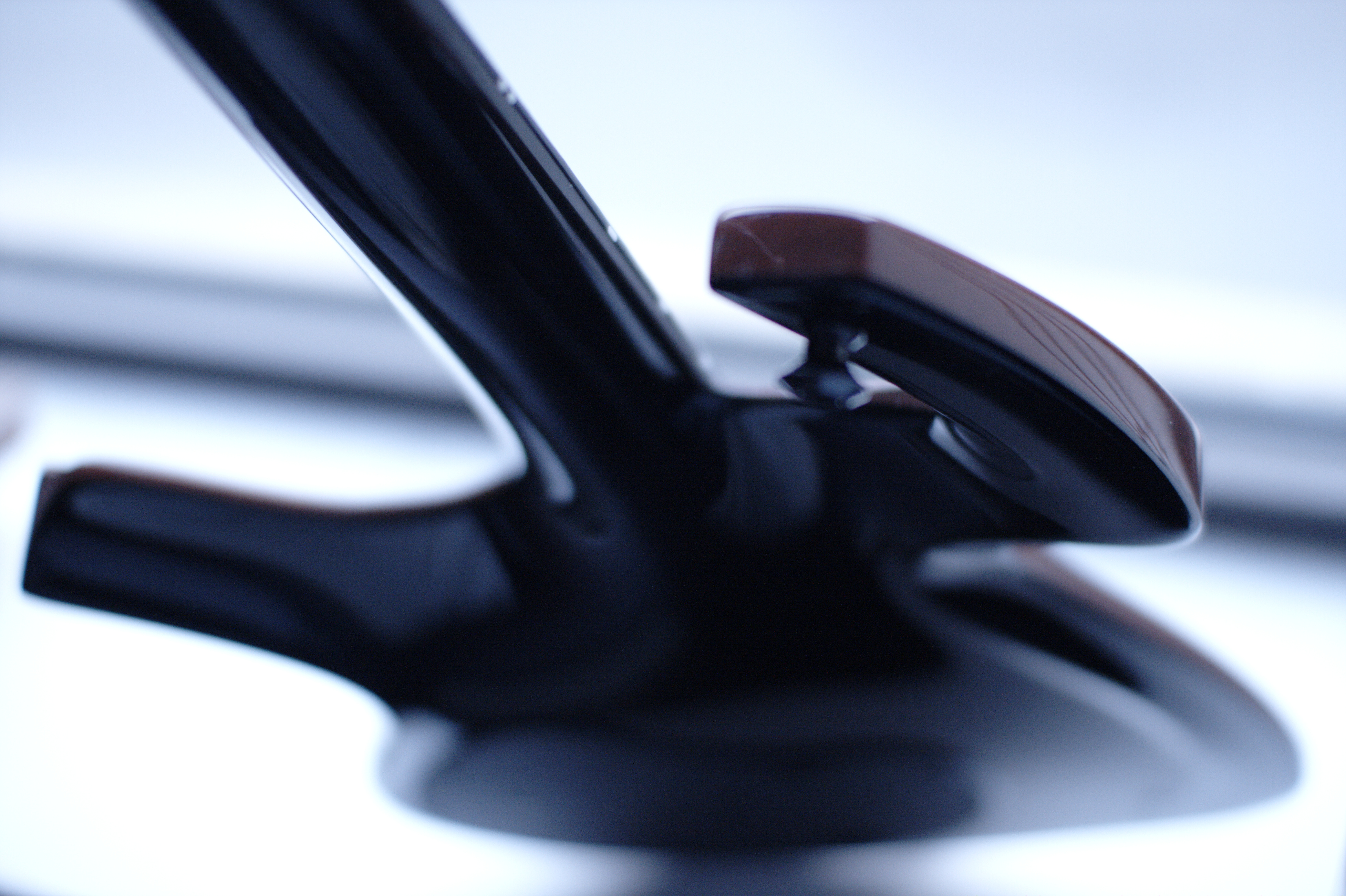
Die aus glasfaserverstärktem Kunststoff bestehende Rückseite von Hals und Korpus einer Parker Nitefly. Deutlich zu erkennen sind die ergonomisch gestalteten Formen

Das charakteristischste Konstruktionsmerkmal von Parker-Instrumenten ist die Verbindung von verschiedenen Hölzern (meist Pappelholz oder Mahagoni) mit einem glasfaserverstärkten Kunststoff aus Kohlenstofffaser und Glasfaser. Sowohl der Korpus als auch Hals und Griffbrett von Parker-Gitarren haben einen aus Holz bestehenden Kern, der auf der Rückseite des Instruments mit dieser Verbundwerkstoff-Schicht überzogen und so verstärkt wird (Firmenbezeichnung: “external skeleton”, deutsch: „Exoskelett“). Die bei Solidbody-Instrumenten des Herstellers in konventioneller Weise auf den Komposit-Korpus aufgeleimte Decke besteht aus Ahornholz oder Mahagoni. Das Resultat sind leichtgewichtige Instrumente mit hoher Verwindungssteife und ausgeprägt klarem Klangverhalten.
Eine weitere Neuheit im Gitarrenbau war bei Erscheinen der ersten Modelle des Herstellers die simultane Verwendung von elektromagnetischen und piezoelektrischen Tonabnehmern mit aktiver Elektronik auf einem einzelnen Instrument, deren elektrische Signale mittels der im Instrument integrierten Reglereinheit nahezu unbeschränkt überblendet und gemischt werden können. Dadurch wurden die Klangmöglichkeiten gegenüber konventionellen Tonabnehmer-Kombinationen deutlich gesteigert. Der Klang wird als eine „Kreuzung“ zwischen dem von Akustischen Gitarren und E-Gitarren beschrieben („Hybrid-Gitarre“). Der piezo- und die beiden magnetischen Tonabnehmer können auf den Instrumenten jedoch auch separat betrieben werden und bieten damit ebenso die Möglichkeit, konventionellere Gitarrenklänge zu formen.
Ungewöhnlich ist auch die Verwendung einer Blattfeder statt der üblichen Spiralfedern für das Tremolo-System („flat spring vibrato“). Dies verhindert, dass mitschwingende Spiralfedern den Klang des Instruments beeinflussen.
Das optisch auffälligste Design-Element von Parker-Gitarren ist die Form des Instrumentenkorpus, der auf Vorder- und Rückseite mehrere ergonomische Ausfräsungen aufweist. Die Form der beiden „Hörner“ (englisch: Cutaways) am Oberbug des Korpus, deren eigenwillig geformter Umriss an der Kopfplatte der Gitarren wiederholt wird, ist ein Markenzeichen von Parker.

## Parker-Gitarrenmodelle
Die erste Parker-E-Gitarre war das im Jahr 1993 vorgestellte Modell Fly Vibrato Deluxe. Seitdem wurde die Produktpalette in nahezu jährlichem Rhythmus erweitert. Es folgten Modelle mit Nylon- statt Stahlsaiten (nur mit Piezo-Tonabnehmer), mit und ohne Vibrato-Einheit und mit aufgeschraubtem statt integriertem Hals. Seit dem Jahr 2002 produziert Parker neben E-Gitarren das E-Bass-Modell Parker Fly in vier- und fünfsaitigen Versionen. Ebenso wie bei den E-Gitarren-Modellen können die magnetischen und piezoelektrischen Tonabnehmer durch Überblendung gemischt werden. Seit 2007 stellt Parker auch Halbresonanzgitarren her.